# مینئو یوشیکاوا
مینئو یوشیکاوا (انگلیسی: Mineo Yoshikawa؛ زادهٔ ۳ اکتبر ۱۹۴۷) بازیکن بسکتبال اهل ژاپن بود.